# Gorlice (Landgemeinde)
Die  Gmina wiejska Gorlice ist eine Landgemeinde im Powiat Gorlicki in der Woiwodschaft Kleinpolen, Polen. Die Stadt Gorlice ist Verwaltungssitz der Landgemeinde, gehört ihr als eigenständige Stadtgemeinde jedoch nicht an.

Lage der Gemeinde Gorlice

## Geographie
Die Landgemeinde Gorlice umschließt die Stadt Gorlice fast vollständig und wird vom Fluss Ropa durchzogen. Die Gemeinde erstreckt sich über eine Fläche von 103,43 km², wovon 62 % landwirtschaftlich genutzt werden und 30 % bewaldet sind.

## Geschichte
Die einzelnen Orte besitzen zum Teil eine mehrere hunderte Jahre alte Geschichte. Die Landgemeinde Gorlice wurde am 1. Januar 1973 wieder gegründet. Ihre Vorgängerin hieß bis 1954 Glinik Mariampolski und hatte ihren Sitz in Glinik, heute ein Stadtteil von Gorlice. Bis 1982 gehörten noch die Schulzenämter Moszczenica und Staszkówka, die heute die Gemeinde Moszczenica bilden, zur Gemeinde. Zum 1. Juli 1991 wurde auch das Schulzenamt Ropa aus der Gemeinde herausgelöst und bildet seitdem die Gemeinde Ropa.
Von 1975 bis 1998 gehörte die Gemeinde zur Woiwodschaft Nowy Sącz.

## Gemeindegliederung
Zur Gemeinde gehören die Sołectwo (Schulzenämter)
- Bielanka / Білянка ¹
- Bystra
- Dominikowice
- Klęczany
- Kobylanka
- Kwiatonowice
- Ropica Polska
- Stróżówka
- Szymbark
- Zagórzany

¹ Seit dem 24. November 2008 ist für das Schulzenamt Bielanka auch die lemkische Minderheitenbezeichnung Білянка (Bilanka) amtlich.

## Bildung
Die Gemeinde verfügt über einen Kindergarten (przedszkole), vier Grundschulen  (szkoła podstawowa) und vier Mittelschulen (gimnazjum).